# 卢杜埃圣皮埃尔
卢杜埃圣皮埃尔（法語：Lourdoueix-Saint-Pierre，法語發音：[luʁdwɛ sɛ̃ pjɛʁ]）是法国克勒兹省的一个市镇，属于盖雷区。

## 地理
卢杜埃圣皮埃尔（46°24'35"N, 1°49'20"E）面积44.73 平方千米，位于法国新阿基坦大区克勒兹省，该省份为法国中部省份，位于法國中央高原西北部，北起安德尔省和谢尔省，西接维埃纳省，南至科雷兹省，东临多姆山省，东北与阿列省接壤。
与卢杜埃圣皮埃尔接壤的市镇（或旧市镇、城区）包括：谢尼耶、尚邦圣克鲁瓦、弗雷斯利讷、努兹罗勒、梅阿讷、艾居朗德、拉福雷迪唐普勒、莫尔特鲁、利纳尔-马尔瓦勒。

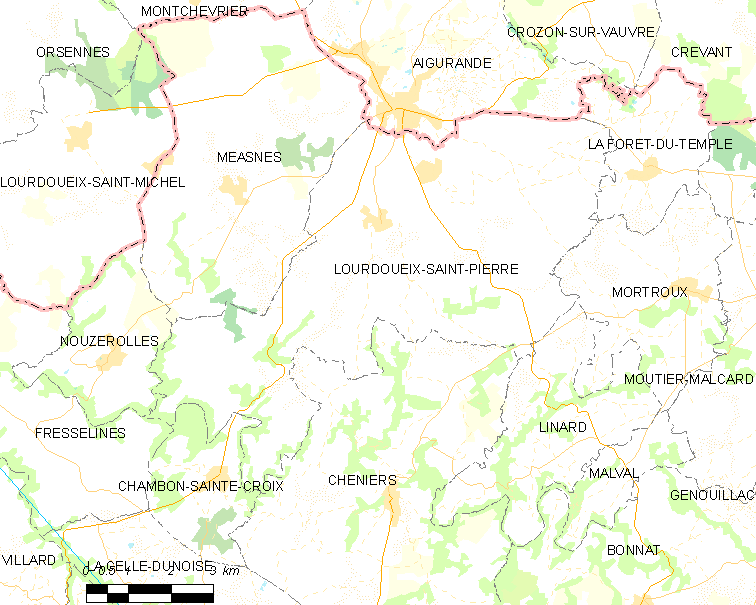
卢杜埃圣皮埃尔的OSM定位图

卢杜埃圣皮埃尔的时区为UTC+01:00、UTC+02:00（夏令时）。

## 行政
卢杜埃圣皮埃尔的邮政编码为23360，INSEE市镇编码为23112。

## 政治
卢杜埃圣皮埃尔所属的省级选区为博纳县。

## 人口

1962-2008年间卢杜埃圣皮埃尔人口变化图示

卢杜埃圣皮埃尔于2022年1月1日时的人口数量为720人。